# Pareuptychia cissia
Pareuptychia cissia är en fjärilsart som beskrevs av Pieter Cramer 1780. Pareuptychia cissia ingår i släktet Pareuptychia och familjen praktfjärilar. Inga underarter finns listade i Catalogue of Life.